# 南部圭之助
南部 圭之助（なんぶ けいのすけ、1904年4月5日 - 1987年10月26日）は、日本の映画雑誌編集者、映画評論家。本名、荒木誠太郎。 
東京都出身。慶應義塾大学在学中から雑誌「映画世界」編集長を務める。1930年に大学を中退し、パラマウント日本支社興業宣伝部に入社。松竹洋画部宣伝部長を経て、1933年に外国映画と松竹歌劇団を中心とした雑誌『スタア』を創刊。スマートな誌面で人気を集める。南部のファンだった淀川長治も一時、編集部員として参加している。
戦後は雑誌『世界映画』を主宰。また、映画評論家として、その映画の美的センスを重要視した評論活動を行い、「ナンケイ」の愛称で人気を博した。
一方で、演劇、邦楽、演芸などに通じており、国立演芸場運営委員長を務めた。市川崑監督のドキュメンタリー映画『東京オリンピック』のプロデュースも担当している。
1973年に紫綬褒章受章。

## 著書
- 「映画のたんじよう」 東西文明社, 1956年
- 「映画宣伝戦」 同文館, 1956年
- 「アメリカ映画女優史」 楽天社, 1967年
- 「Variety セミプロの趣味の手帳」 東京ブック, 1973年
- 「男優の世界」 東京ブック, 1975年
- 「映画が女と舞台を愛するとき」 日本放送出版協会, 1980年

## 論文
- 「アメリカ無声黄金時代の監督たち(上・中・下)」（1974-1975年、佐藤忠男編『映画史研究』所収）